# Carpelimus simplarius
Carpelimus simplarius är en skalbaggsart som först beskrevs av Leconte 1877.  Carpelimus simplarius ingår i släktet Carpelimus och familjen kortvingar. Inga underarter finns listade i Catalogue of Life.